# Los Tucanes de Tijuana
Los Tucanes de Tijuana son una agrupación de música regional mexicana liderada por Mario Quintero Lara, especializada en el estilo norteño. Fue creada en la ciudad de Tijuana, Baja California, México en el año 1983 y formalizada en 1987. Ellos, junto a Los Tigres del Norte, fueron pioneros en tocar su música de manera más tosca en comparación a la música norteña tradicional del noreste de México; subsecuentemente influenciando muchos otros artistas norteños del pacífico del país y dándole a esa región de México su sonido característico de música norteña. Durante su carrera, Los Tucanes de Tijuana han cosechado diversos premios y reconocimientos, entre los que destacan un Grammy Latino en 2012 por el álbum 365 días, cinco nominaciones a los Premios Grammy, nueve a los Premios Lo Nuestro y múltiples Premios BMI para Quintero como compositor. Son la primera banda de música norteña en ganar un premio de cine internacional al obtener el galardón «Un Certain Regard Angel Film» en el Festival Internacional de Cine de Mónaco por su participación en el documental Los ilegales. En 2008 el grupo recibió una estrella en el Paseo de la Fama de Las Vegas.
En 2019, se convirtieron en el primer grupo de música regional mexicana en presentarse en el Festival de Música y Artes de Coachella Valley, celebrado en Indio, California, y han participado además en importantes eventos musicales en su país natal y en otros territorios como el Festival Vive Latino y el Festival Pa'l Norte. Han vendido más de veinte millones de álbumes en todo el mundo y han obtenido 34 discos de oro y 30 de platino. Canciones populares de su repertorio como «La chona», «El tucanazo», «La chica sexy», «Vivir de noche», «El centenario» y sus últimos éxitos del disco "comandante en jefe", han logrado atraer ma público nuevo, también registran millones de reproducciones en las plataformas musicales, y algunas de sus producciones discográficas han logrado ingresar en diversas listas de éxitos en los Estados Unidos.

## Historia

### Décadas de 1980 y 1990: Inicios
La agrupación fue formada en 1983 y formalizada en 1987 en la ciudad de Tijuana, México por los músicos Mario Quintero Lara, Mario Moreno, Joel Higuera y David Servín Raya, provenientes de Sinaloa y establecidos en Baja California con el objetivo de iniciar una carrera en la música. Inicialmente tocaban en pequeños recintos o fiestas familiares, hasta que decidieron trasladarse a Los Ángeles para probar suerte en el circuito de clubes latinos.
Con el paso del tiempo, la agrupación empezó a gozar de reconocimiento tanto en su natal México como en los Estados Unidos, país donde se establecieron. Durante la década de 1990 el grupo grabó cerca de una veintena de producciones discográficas, de entre las que destacan Me robaste el corazón (1994), Mundo de amor (1995) y el popular Amor platónico (1998). Entre 1996 y 1997 consiguieron ubicar seis títulos de manera simultánea en la lista Top Latin Albums de Billboard, convirtiéndose en la única banda en lograrlo hasta el día de hoy. Después de grabar algunos discos con el sello Alacrán Records que tuvieron buena acogida entre los fanáticos, a mediados de la década obtuvieron un contrato discográfico con Emi Latin.
En 1999, Mario Quintero recibió sus primeros cuatro premios BMI por las canciones «Es verdad», «El tucanazo», «Secuestro de amor» y «Hacemos bonita pareja» Un año después fue reconocido como el compositor del año en el mismo evento, junto con otros artistas como Kike Santander, Robi Draco Rosa y Shakira. Durante su carrera, Quintero ha logrado más de treinta premios BMI como compositor.

### Década de 2000: Consolidación internacional
El grupo inició la década del 2000 con nominaciones a los Premios Lo Nuestro y a los Latin Grammy por el álbum Al por mayor y con el lanzamiento del disco Me gusta vivir de noche, nominado a los Premios ALMA 2002. Sus siguientes trabajos discográficos, Jugo a la vida (2002) e Imperio (2003), fueron nominados en los Grammy (en la categoría de «mejor álbum mexicano/americano») y en los Latin Grammy (como «mejor álbum de música norteña»). Tras lograr nominaciones a los Premios Lo Nuestro en 2002 y 2004, en 2006 la banda firmó un contrato discográfico con Univision Music Group, sello con el que publicaron el álbum Siempre contigo, grabado en vivo en una presentación en el Zócalo de Ciudad de México. Un año después grabaron el álbum El papá de los pollitos en el estudio Signature Sound de San Diego, California.
En diciembre de 2007 se convirtieron en la primera agrupación de música norteña en ganar un premio de cine internacional al recibir el galardón «Un Certain Regard Angel Film» en el Festival Internacional de Cine de Mónaco por su participación en el documental Los ilegales, dirigido por Miguel Ángel Varela Fimbres. En julio de 2008 fueron invitados por el Consejo de Promoción Turística de México para componer e interpretar la canción «México es tu casa», una producción que corrió a cargo de la compañía Industria Films Studios de México (IFS) y que fue utilizada para promover el turismo en el país norteamericano.
En septiembre del mismo año, el grupo recibió una estrella en el Paseo de la Fama de Las Vegas. En la misma ceremonia, el diputado Rubén Jesús Kihuen declaró 11 de septiembre como el día oficial de Los Tucanes de Tijuana y emitió un «Certificado de Elogio» en honor a su trayectoria. El disco Soy todo tuyo fue nominado en los Premios Grammy como «mejor álbum de música norteña» en 2009, y un año después el álbum Retro-corridos recibió una nominación en la misma categoría en los Grammy Latinos.

### Década de 2010: Participación en grandes festivales

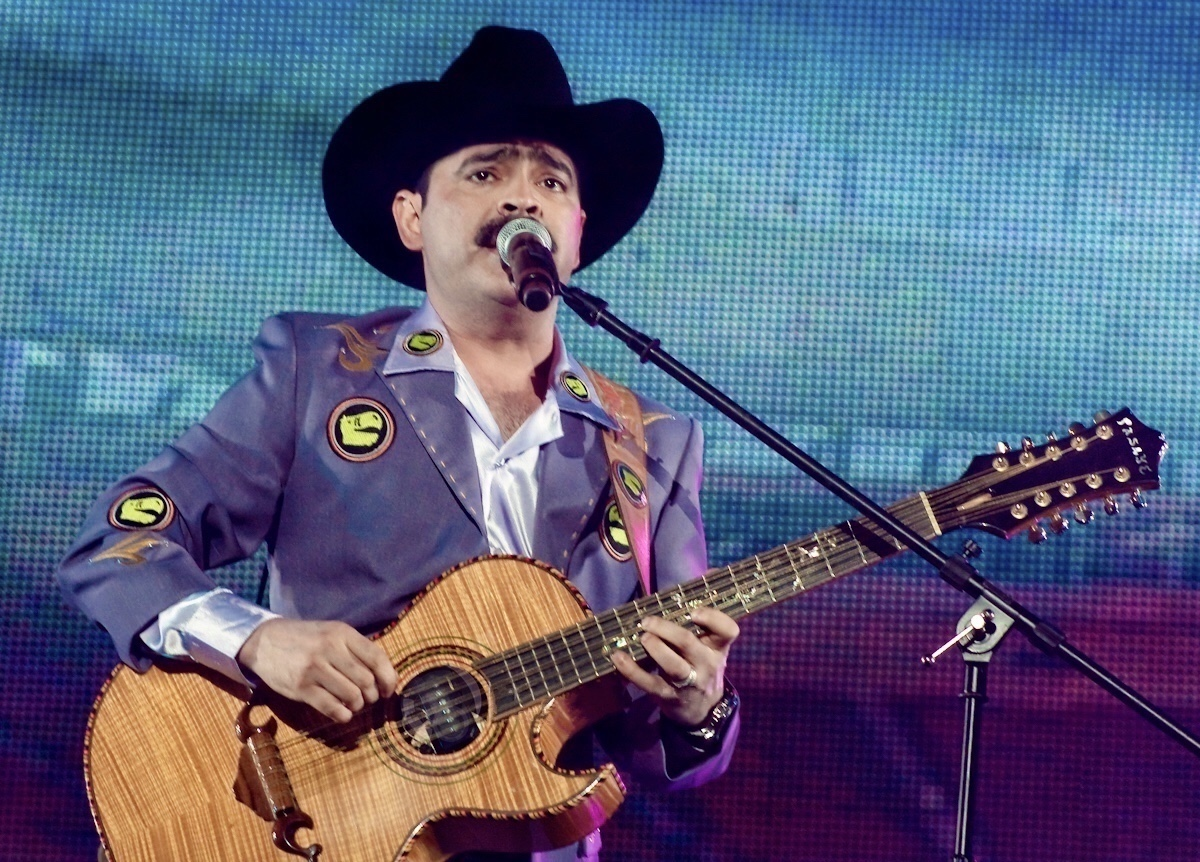
Mario Quintero en vivo, 2010.

El 4 de febrero de 2010, el traje utilizado por Mario Quintero en las presentaciones del grupo fue exhibido en el Museo de los Grammy en el display «Grandes Estrellas Latinas», junto con atuendos de Celia Cruz, Ricky Martin, Banda el Recodo y Los Tigres del Norte. Durante el evento, la agrupación brindó una entrevista y una presentación acústica. El mismo año lograron una nominación como artista norteño del año en los Premios Lo Nuestro, distinción que repitieron en 2011, año en que además interpretaron la canción «Soy todo tuyo» en la gala del evento. En octubre de 2011 recibieron el Legacy Award por su trayectoria artística en la gala de los Premios Billboard de la Música Mexicana, en una celebración llevada a cabo en el Orpheum Theatre de Los Ángeles. Igualmente, el disco El árbol recibió nominaciones tanto en los Premios Grammy como en los Grammy Latinos, en las categorías de «mejor álbum de banda o música norteña» y «mejor álbum de música norteña», respectivamente. En agosto de 2012, varias agrupaciones representativas del género norteño como Banda El Recodo, La Original Banda El Limón, Calibre 50 y Banda MS grabaron un álbum de corridos en homenaje a Los Tucanes de Tijuana. Ese mismo mes, Alfredo González fue reconocido como el «acordeonista del año» en los Premios de la Calle, celebrados en la ciudad de Los Ángeles.
En septiembre de 2012 fue estrenado el documental Hecho en México, una obra cinematográfica dirigida por el cineasta británico Duncan Bridgeman acerca de la diversidad cultural mexicana, en la que participó la banda junto con otros exponentes musicales del país como Molotov, Alejandro Fernández, Gloria Trevi y Rubén Albarrán. En noviembre del mismo año, la agrupación ganó un Premio Grammy Latino en la categoría de «mejor álbum de música norteña» por su disco 365 días. Los Tucanes de Tijuana ya habían sido nominados en cinco ocasiones en esa misma categoría.
En junio de 2013 aportaron el tema «La canción de Cuco» para la banda sonora del filme animado El Americano: The Movie, dirigido por Ricardo Arnaiz y Mike Kunkel. El 13 de julio del mismo año la banda fue reconocida como «Embajadora de la Música Norteña» en el marco del Festival Mexiga celebrado en la localidad de Villagarcía de Arosa en Pontevedra, España, y un mes después recibieron un reconocimiento del Consejo de Federaciones Mexicanas por su participación en la mencionada banda sonora y por su apoyo a la reforma migratoria. En marzo de 2014, el álbum Corridos Time Season One: Soy parrandero logró ubicarse en la primera posición de la lista Billboard Regional Mexican Albums.
La cadena Telemundo invitó en junio de 2014 a los Tucanes de Tijuana a componer e interpretar la canción principal del seriado Señora Acero. Tres meses después, Quintero participó junto con Luis Fonsi y Olga Tañón como uno de los jueces del programa de telerrealidad Yo soy el artista, producido por la misma cadena. El 15 de septiembre, la agrupación logró reunir a más de cuarenta mil personas en la celebración del Grito de Independencia en Culiacán, Sinaloa. Por primera vez en su carrera, su repertorio de canciones estuvo conformado por cumbias, baladas y rancheras, ya que no interpretaron corridos durante su presentación. Finalizaron el año con un multitudinario concierto en el Festival Cárdenas, celebrado en el Auto Club Speedway de Fontana, California.
A comienzos de 2016, Los Tucanes de Tijuana hicieron presencia en la alfombra roja del estreno de El Americano: The Movie. El mismo año Quintero fue invitado nuevamente por Telemundo para componer y producir la canción «El Chema», la cual fue usada como tema principal de la serie del mismo nombre e interpretada por Banda El Recodo. En enero de 2017, la agrupación fue invitada por la cadena FOX para hacer parte del video de apertura del Super Bowl LI, disputado entre los Halcones de Atlanta y los Patriotas de Nueva Inglaterra.
En abril de 2018 la cadena BBC visitó los estudios de Master Q Music para realizar una serie de entrevistas a los miembros de la banda con el fin de incluirlas en el documental Sound of the Border, una obra cinematográfica sobre la repercusión de la música norteña en la frontera entre los Estados Unidos y México. En noviembre de 2018 fueron reconocidos durante el «Homenaje a los Grandes de México» en los Premios de La Radio 2018, organizados por la cadena Estrella TV.
En febrero de 2019, Mario Quintero y Alfredo González participaron en la celebración del ochenta aniversario de la Banda El Recodo de Don Cruz Lizárraga. En el evento cantaron a dúo el corrido «La clave nueva» ante una multitudinaria audiencia en el estadio Teodoro Mariscal de Mazatlán. Un mes después, Quintero fue reconocido con el Premio Presidencial del BMI en reconocimiento a su trayectoria musical. Luego de aparecer en el escenario sorpresa del Festival Pa'l Norte en Monterrey en el mes de marzo, en abril Los Tucanes de Tijuana se convirtieron en la primera agrupación de música norteña en presentarse en el Festival de Música y Artes de Coachella Valley en Indio, California. El mismo mes participaron en #ElEvento40, un concierto de rock y pop celebrado en el Autódromo Hermanos Rodríguez de la Ciudad de México, y en el Festival de Semana Santa en Mazatlán, ante una audiencia de más de 120 mil personas.

### Década de 2020: Actualidad

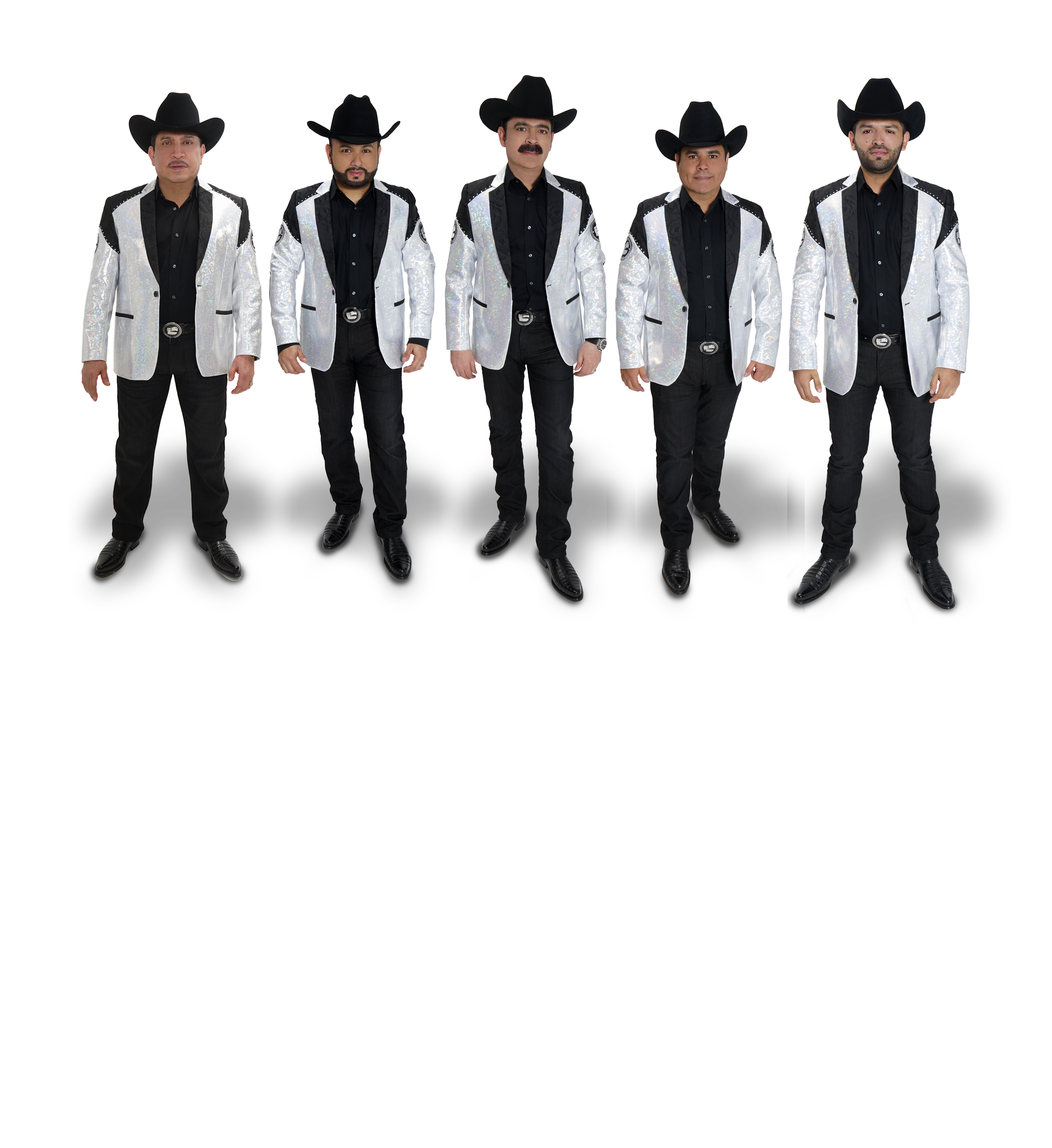
Los Tucanes de Tijuana en 2022

Tras aparecer en febrero de 2020 en el SAP Center de San José, California junto a Los Tigres del Norte, en marzo se presentaron en el segundo día del Festival Vive Latino en el Foro Sol de Ciudad de México, un evento que acoge principalmente a músicos de rock. El 15 de septiembre del mismo año brindaron un concierto virtual desde Tijuana con motivo de las fiestas patrias. El evento gratuito, presentado por el presidente municipal Arturo González Cruz, registró una audiencia de más de 300 mil espectadores en directo y significó el regreso de la agrupación a la ciudad donde iniciaron su carrera musical después de doce años, ya que en 2008 fueron vetados por el entonces Secretario de Seguridad Julián Leyzaola por el contenido de algunas de sus canciones. El 30 de diciembre de 2020 falleció a causa de un infarto Joel Higuera, acordeonista de la banda entre 1987 y 2002.
El 25 de agosto de 2021 la banda fue invitada por el equipo de béisbol profesional San Diego Padres para hacer el lanzamiento de la primera bola en el partido que jugaron contra Los Angeles Dodgers en el Petco Park de San Diego. Aprovecharon la ocasión para promocionar un concierto gratuito en el mismo escenario, el cual se realizó el 26 de septiembre del mismo año en el marco del Mes de la Herencia Hispana.
Los únicos miembros de la formación original que aún siguen en la agrupación son Mario Quintero Lara y David Servín Raya.

## Miembros

### Formación actual
- Mario Quintero Lara - Primera voz y bajo sexto (1987-presente)
- David Servín Raya - Batería (1987-2002), percusión (2002-presente)
- Gustavo Labrada Valenzuela - Batería (2000-presente)
- Alfredo González González - Acordeón y segunda voz (2002-presente)
- Luis Adrián Cazares Gómez - Bajo eléctrico (2018-presente)

### Antiguos miembros
- Joel Higuera Acosta - Acordeón y segunda voz (1987 - 2002, fallecido en 2020)
- Mario Moreno Quintero - Bajo eléctrico y coros (1987 - 2011)
- Clemente Flores Mondaca - Teclado y bajo quinto (1999 - 2012)
- Tomás Alberto Herrera de Haro - Bajo eléctrico (2011 - 2018)

## Discografía oficial

### Álbumes de estudio y recopilatorios
- 1994 - Clave nueva
- 1995 - Mundo de amor
- 1995 - 14 Tucanazos bien pesados
- 1997 - Tucanes de oro
- 1997 - Tucanes de plata
- 1998 - Amor platónico
- 1998 - Los más buscados
- 2000 - Me gusta vivir de noche
- 2000 - Corridos de primera plana
- 2001 - Al por mayor
- 2002 - Jugo a la vida
- 2003 - Imperio
- 2003 - Amor descarado
- 2004 - El virus del amor
- 2004 - Fiesta en la sierra
- 2006 - Amante de lo bueno
- 2007 - El papá de los pollitos
- 2008 - Propiedad privada
- 2008 - Soy todo tuyo
- 2009 - Retro-corridos
- 2010 - El árbol
- 2012 - 365 días
- 2012 - Antología musical: 25 Aniversario
- 2014 - Corridos Time Season One: Soy parrandero
- 2014 - Perdóname mi amor
- 2016 - Corridos Time Season Two: Los implacables
- 2018 - Prueba superada
- 2020 - Corridos Time Season Three: Comandante en jefe

- 2022 - Retro-corridos Vol 2

### Álbumes en vivo
- 2006 - Siempre contigo
- 2007 - 20 Aniversario (en vivo desde Hollywood)

### Sencillos
| Año  | Título                                                 | Álbum                                          |
| ---- | ------------------------------------------------------ | ---------------------------------------------- |
| 2011 | «Amor compartido»                                      | 365 Días                                       |
| 2015 | «Panchito el F1»                                       | Corridos Time Season Two: Los Implacables      |
| 2017 | «A mover el bote»                                      | Prueba superada                                |
| 2017 | «La coyote»                                            |                                                |
| 2018 | «Parrandeando»                                         | Prueba superada                                |
| 2018 | «La justiciera de la frontera»                         |                                                |
| 2018 | «Prueba superada»                                      | Prueba superada                                |
| 2018 | «La ley de Murphy»                                     |                                                |
| 2019 | «Ranchero y medio»                                     |                                                |
| 2019 | «La chona challenge»                                   |                                                |
| 2019 | «El agricultor» (feat. Tapy Quintero)                  |                                                |
| 2020 | «La buena vida»                                        |                                                |
| 2020 | «La captura III»                                       | Corridos Time Season Three: Comandante en jefe |
| 2020 | «El nacional»                                          | Corridos Time Season Three: Comandante en jefe |
| 2020 | «El peligroso»                                         | Corridos Time Season Three: Comandante en jefe |
| 2021 | «Comandante en jefe»                                   | Corridos Time Season Three: Comandante en jefe |
| 2021 | «Mis tres animales» (feat. La Original Banda El Limón) |                                                |
| 2021 | «El Chavo» (feat. El Fantasma)                         |                                                |

## Premios y reconocimientos destacados

### Premios Grammy
| Año  | Categoría                               | Obra nominada  | Resultado | Ref.  |
| ---- | --------------------------------------- | -------------- | --------- | ----- |
| 2002 | Mejor álbum mexicano/americano          | Jugo a la vida | Nominado  | [ 4 ] |
| 2003 | Mejor álbum mexicano/americano          | Imperio        | Nominado  | [ 4 ] |
| 2009 | Mejor álbum de música norteña           | Soy todo tuyo  | Nominado  | [ 4 ] |
| 2011 | Mejor álbum de banda o música norteña   | El árbol       | Nominado  | [ 4 ] |
| 2012 | Mejor álbum de música regional mexicana | 365 días       | Nominado  | [ 4 ] |

### Premios Grammy Latinos
| Año  | Categoría                       | Obra nominada           | Resultado | Ref.   |
| ---- | ------------------------------- | ----------------------- | --------- | ------ |
| 2000 | Mejor álbum de música norteña   | Al por mayor            | Nominado  | [ 55 ] |
| 2001 | Mejor álbum de música norteña   | Me gusta vivir de noche | Nominado  | [ 12 ] |
| 2003 | Mejor álbum de música norteña   | Jugo a la vida          | Nominado  | [ 12 ] |
| 2004 | Mejor canción regional mexicana | «Imperio»               | Nominado  | [ 12 ] |
| 2009 | Mejor canción regional mexicana | «Se fue mi amor»        | Nominado  | [ 12 ] |
| 2010 | Mejor álbum de música norteña   | Retro-corridos          | Nominado  | [ 12 ] |
| 2011 | Mejor álbum de música norteña   | El árbol                | Nominado  | [ 12 ] |
| 2011 | Mejor canción regional mexicana | «El jefe de la sierra»  | Nominado  | [ 12 ] |
| 2012 | Mejor álbum de música norteña   | 365 días                | Ganador   | [ 12 ] |

### Premios Lo Nuestro
| Año  | Categoría                            | Obra o artista nominados | Resultado | Ref.   |
| ---- | ------------------------------------ | ------------------------ | --------- | ------ |
| 1999 | Álbum regional mexicano del año      | Amor platónico           | Nominado  | [ 12 ] |
| 1999 | Agrupación regional mexicana del año | Los Tucanes de Tijuana   | Nominado  | [ 12 ] |
| 2000 | Álbum regional mexicano del año      | Al por mayor             | Nominado  | [ 12 ] |
| 2000 | Canción regional mexicana del año    | «Amor platónico»         | Nominado  | [ 12 ] |
| 2002 | Mejor canción regional mexicana      | «El amor soñado»         | Nominado  | [ 12 ] |
| 2002 | Mejor interpretación norteña         | Los Tucanes de Tijuana   | Nominado  | [ 12 ] |
| 2004 | Álbum del año                        | Imperio                  | Nominado  | [ 12 ] |
| 2004 | Mejor interpretación norteña         | Los Tucanes de Tijuana   | Nominado  | [ 12 ] |
| 2010 | Artista norteño del año              | Los Tucanes de Tijuana   | Nominado  | [ 56 ] |
| 2011 | Artista norteño del año              | Los Tucanes de Tijuana   | Nominado  | [ 57 ] |